# IC 5335
 IC 5335 ist eine  linsenförmige Galaxie vom Hubble-Typ S0 im Sternbild Tukan am Südsternhimmel. Sie ist schätzungsweise 168 Millionen Lichtjahre von der Milchstraße entfernt.
Das Objekt wurde am 29. August 1900 vom US-amerikanischen Astronomen DeLisle Stewart entdeckt.